# Gale Harold
Gale Morgan Harold III (Atlanta, 10 luglio 1969) è un attore statunitense.È conosciuto per aver interpretato il ruolo di Brian Kinney nella serie televisiva Queer as Folk, dal 2000 al 2005.

## Biografia
Harold è nato ad Atlanta, Georgia, figlio di padre ingegnere e di madre agente immobiliare. Secondo di tre figli, i suoi genitori sono devoti Pentacostali, e perciò ha ricevuto una severa educazione pentecostale. All'età di quindici anni lascia la chiesa; suo padre la lascerà a sua volta molti anni dopo.
Dopo essersi diplomato alla Lovett School di Atlanta, Harold frequentò l'American University di Washington, con una borsa di studio per il calcio. Inizia un corso di Liberal Arts in letteratura romantica, ma lascia dopo un anno e mezzo in seguito ad un conflitto con il suo coach. Poi, Harold si reca a San Francisco per portare avanti l'interesse nella fotografia al San Francisco Art Institute. Ha fatto molti lavori, incluso il tecnico di motociclette alla Moto Guzzi e l'operaio edile.
Nel 1997, l'amica Susan Landau, figlia dell'attore Martin Landau, consiglia ad Harold di provare a recitare. Così si trasferisce a Los Angeles e inizia un periodo di 3 anni di studio intensivo di recitazione drammatica. A 28 anni è accettato nell'Actors Conservatory Program con la compagnia classica di teatro A Noise Within. Nel 2003 partecipa a Wake, film diretto da Susan Landau, il cui ruolo da protagonista viene scritto apposta per lui.

## Carriera
Nel 2000 Harold è il controverso protagonista della serie prodotta da Showtime, Queer As Folk. Lo show continua fino al 2005 con cinque stagioni di successo.

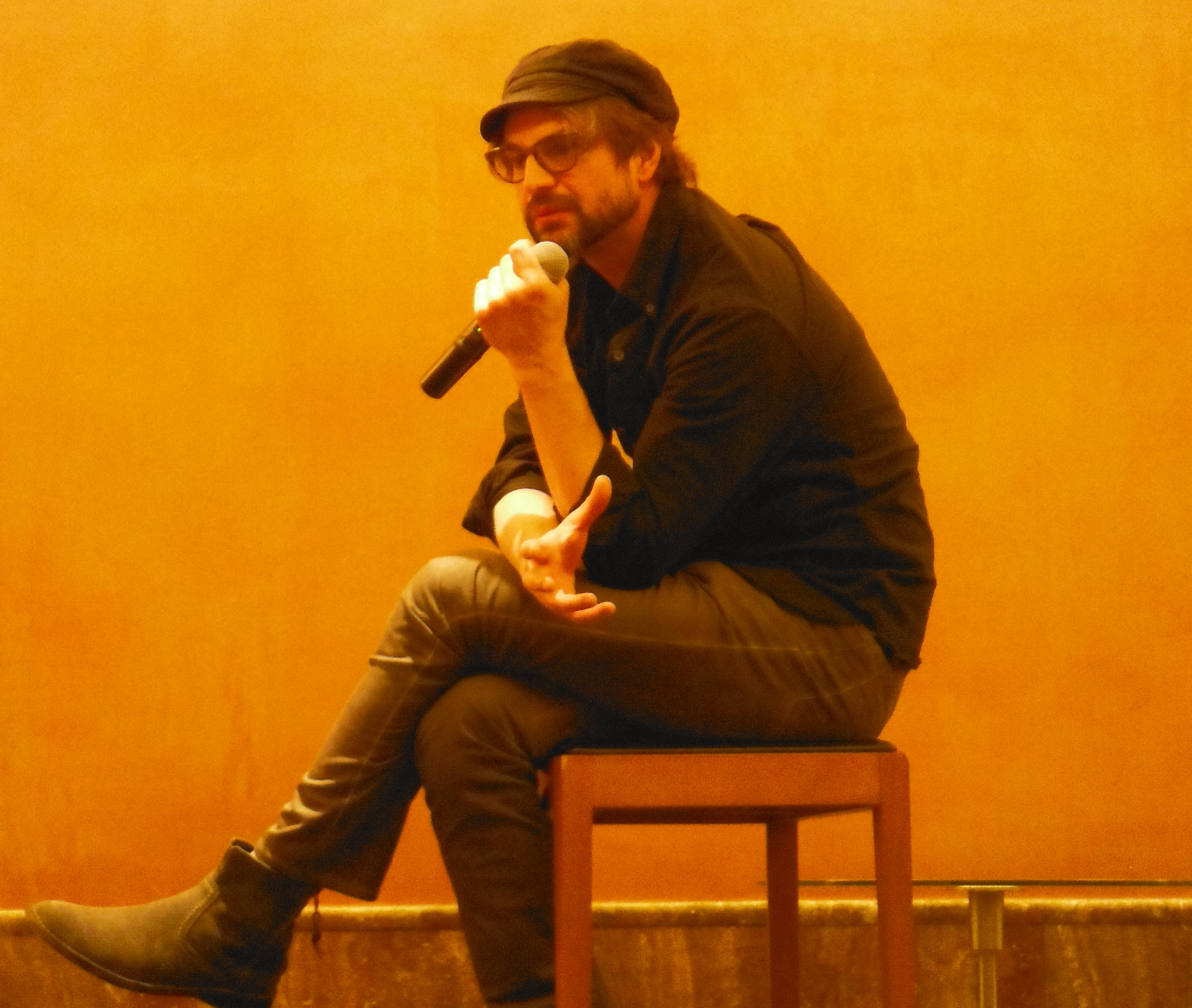
Gale Harold a Bilbao nel 2014

Nel 2006 partecipa a Vanished per 8 episodi nel ruolo dell'Agente Speciale Graham Kelton.
Nel novembre 2007 partecipa come guest star nella serie Grey's Anatomy nel ruolo di Shane.
Nel maggio 2008 entra nel cast di Desperate Housewives per il finale della quarta stagione e per la quinta. A causa di un incidente stradale in cui è stato ferito, il suo personaggio è stato temporaneamente eliminato dalla serie (l'ultimo episodio in cui appare è l'ottavo), per poi essere reintrodotto a fine stagione, negli episodi ventuno, ventidue e ventitré.
Nel 2010 partecipa alla serie televisiva Hellcats nei panni di un insegnante di legge.
Nel 2011 ha preso parte alla serie televisiva The Secret Circle nel ruolo di Charles Meade, non confermata per una seconda stagione.

## Filmografia

### Cinema
- 36K, regia di Paul Scheuring (2000)
- Mental Hygiene, regia di Lori Silverbush - cortometraggio (2001)
- Particles of Truth, regia di Jennifer Elster (2003)
- Rhinoceros Eyes, regia di Aaron Woodley (2003)
- Wake, regia di Roy Finch (2003)
- The Unseen, regia di Lisa France (2005)
- Life on the Ledge, regia di Lewis Helfer (2005)
- East Broadway, regia di Fay Ann Lee (2006)
- Passenger Side, regia di Matt Bissonnette (2009)
- Fertile Ground, regia di Adam Gierasch (2010)
- Rehab, regia di Rick Bieber (2011)
- Low fidelity regia di Devon Gummersall (2011)
- Field of Lost Shoes, regia di Sean McNamara (2013)
- Kiss Me, Kill Me regia di Casper Andreas (2015)
- Andròn: The Black Labyrinth (Andron), regia di Francesco Cinquemani (2015)

### Televisione
- Street Time – serie TV, episodi 2x08-2x09 (2003)
- Law & Order: Unità vittime speciali (Law & Order: Special Victims Unit) – serie TV, episodio 4x24 (2003)
- Fathers and Sons, regia di Rodrigo García e Jared Rappapor e Rob Spera – film TV (2005)
- Queer as Folk – serie TV, 83 episodi (2000-2005)
- Martha Behind Bars, regia di Eric Bross – film TV (2005)
- The Unit – serie TV, episodi 1x07-1x10 (2006)
- Deadwood – serie TV, episodi 3x08-3x09 (2006)
- Vanished – serie TV, 8 episodi (2006)
- Grey's Anatomy – serie TV, episodi 4x09-4x10 (2007)
- Desperate Housewives – serie TV, 15 episodi (2008-2009)
- CSI: NY – serie TV, episodio 6x22 (2010)
- Hellcats – serie TV, 9 episodi (2010-2011)
- The Secret Circle – serie TV (2011-2012)
- Defiance – serie TV, episodi 1x06-1x08-1x09 (2013)
- Criminal Minds – serie TV, episodio 14x09 (2018)

## Doppiatori italiani
Nelle versioni in italiano delle opere in cui ha recitato, Gale Harold è stato doppiato da:
- Fabio Boccanera in Vanished, The Secret Circle
- Niseem Onorato in Queer As Folk
- Massimiliano Manfredi in Desperate Housewives - I segreti di Wisteria Lane
- Oreste Baldini in CSI: NY
- Stefano Crescentini in Grey's Anatomy
- Riccardo Scarafoni in Criminal Minds
- Daniele Barcaroli in Andròn: The Black Labyrinth